# San Fernando Valley Quakes
El San Fernando Valley Quakes fue un equipo de fútbol de los Estados Unidos que alguna vez jugó en la USL Premier Development League, la cuarta liga de fútbol en importancia en el país.

## Historia
Fue fundado en el año 2006 en la ciudad de San Fernando Valley, Los Ángeles, California como un equipo de expansión de la USL Premier Development League para esa temporada. Su primer partido oficial fue un empate 1-1 ante Los Angeles Storm, en una temporada en la que acabaron en tercer lugar de su división y no clasificaron a los playoffs.
En la temporada 2007 acabaron en segundo lugar de su división solo por detrás del Fresno Fuego y clasificaron por primera vez a los playoffs, en los cuales fueron eliminados en las semifinales por el BYU Cougars FC con marcador de 0-2.
En la temporada 2009 lograron ganar su primer título divisional gracias a que tuvieron una racha de 10 partidos sin derrota, pero en los playoffs fueron eliminados por el Vancouver Whitecaps II de la división del noroeste 1-3.
El club anunció su desaparición de manera oficial el 17 de abril del 2009 aduciendo la crisis económica que vivía Estados Unidos en esos años, las entradas baratas a los partidos y al no tener un adecuado patrocinador, transfiriendo los derechos de la franquicia al Hollywood United Hitmen.

## Palmarés
- USL PDL Southwest División: 1

2008

## Temporadas
| Año  | División | Liga    | Temporada Regular | Playoffs                   | US Open Cup  |
| ---- | -------- | ------- | ----------------- | -------------------------- | ------------ |
| 2006 | 4        | USL PDL | 3º, Southwest     | No clasificó               | No clasificó |
| 2007 | 4        | USL PDL | 2º, Southwest     | Semifinales de Conferencia | No clasificó |
| 2008 | 4        | USL PDL | 1º, Southwest     | Semifinales de Conferencia | No clasificó |

## Estadios
- John Elway Stadium en la Granada Hills Charter High School, Granada Hills, California (2006-2007)
- LJohn Shepard Stadium de la Los Angeles Pierce College, Woodland Hills, California (2008)
- Keith Ritchie Field de la Calabasas High School, Calabasas, California 5 juegos (2008)

## Entrenadores
- Ali Khosroshahin (2006)[5]
- Juan Florez (2007-2008)

## Gerencia
- Justin Szabo Gerente General
- Max Bulwa Director de Operacones
- Shawn Lucas Gerente de Operaciones
- Zack Murshedi Departamento de Operaciones
- David Mulvihill Director de Ventas y Mercadeo
- Jon Broxton Director de Relaciones Públicas